# Gymnosporia tiaoloshanensis
Gymnosporia tiaoloshanensis är en benvedsväxtart som beskrevs av Chun och How. Gymnosporia tiaoloshanensis ingår i släktet Gymnosporia och familjen Celastraceae. Inga underarter finns listade.